# Begonia sect. Pritzelia
Begonia sect. Pritzelia  es una sección del género Begonia, perteneciente a la familia de las begoniáceas, a la cual pertenecen las siguientes especies:

## Especies
| - Begonia acetosa - Begonia acida - Begonia altamiroi - Begonia angularis - Begonia angulata - Begonia apparicioi - Begonia arborescens - Begonia bahiensis - Begonia bidentata - Begonia biguassuensis - Begonia bonitoensis - Begonia boraceiensis - Begonia boucheana - Begonia bradei - Begonia brevilobata - Begonia campos-portoana - Begonia capanemae - Begonia caraguatatubensis - Begonia cariocana - Begonia catharinensis - Begonia coccinea - Begonia collaris - Begonia compta - Begonia concinna - Begonia cordata - Begonia cornitepala - Begonia crispula - Begonia curtii - Begonia declinata - Begonia densifolia - Begonia dentatiloba - Begonia dichotoma - Begonia dietrichiana - Begonia echinosepala - Begonia epipsila - Begonia erecta - Begonia euryphylla - Begonia falcifolia - Begonia fellereriana - Begonia fernandoi-costae - Begonia fiebrigii - Begonia fluminensis - Begonia forgetiana - Begonia friburgensis - Begonia fuscocaulis - Begonia fusocaulis | - Begonia gardneri - Begonia garuvae - Begonia gehrtii - Begonia grisea - Begonia handroi - Begonia heringeri - Begonia hilariana - Begonia hispida - Begonia hookeriana - Begonia hugelii - Begonia inculta - Begonia insularis - Begonia isopterocarpa - Begonia itaguassuensis - Begonia itatiaiensis - Begonia itatinensis - Begonia itupavensis - Begonia jocelinoi - Begonia juliana - Begonia kautskyana - Begonia larorum - Begonia lealii - Begonia lineolata - Begonia listada - Begonia longibarbata - Begonia magdalenensis - Begonia membranacea - Begonia moysesii - Begonia neglecta - Begonia neocomensium - Begonia nuda - Begonia obovatistipula - Begonia obscura - Begonia occhionii - Begonia odeteiantha - Begonia olsoniae - Begonia otophylla - Begonia oxyphylla - Begonia paleata - Begonia paranaensis - Begonia parilis - Begonia parvifolia - Begonia parvistipulata - Begonia paulensis - Begonia peltifolia - Begonia peristegia | - Begonia pernambucensis - Begonia peruibensis - Begonia petasitifolia - Begonia pickelii - Begonia pilderifolia - Begonia pilgeriana - Begonia pinheironis - Begonia piresiana - Begonia pluvialis - Begonia polyandra - Begonia princeps - Begonia pulchella - Begonia ramentacea - Begonia reniformis - Begonia riedelii - Begonia rigida - Begonia rotunda - Begonia rufa - Begonia rufosericea - Begonia ruhlandiana - Begonia rupium - Begonia rutilans - Begonia salesopolensis - Begonia sanguinea - Begonia sarmentacea - Begonia scharffii - Begonia schlumbergeriana - Begonia serranegrae - Begonia soli-mutata - Begonia solitudinis - Begonia spinibarbis - Begonia stenolepis - Begonia stenophylla - Begonia subacida - Begonia sylvatica - Begonia teuscheri - Begonia toledoana - Begonia tomentosa - Begonia umbraculifera - Begonia valdensium - Begonia valida - Begonia verruculosa - Begonia vicina - Begonia windischii |